# Ruta 320 (Costa Rica)
La Ruta 320, oficialmente Ruta Nacional Terciaria 320, es una ruta nacional de Costa Rica ubicada en las provincias de San José y Puntarenas.

## Descripción
En la provincia de San José, la ruta atraviesa el cantón de Turrubares (el distrito de Carara).
En la provincia de Puntarenas, la ruta atraviesa el cantón de Garabito (el distrito de Tárcoles).